# 迈克尔·韦伯
迈克尔·韦伯（Michael Webb）于1937年3月3日出生在英国泰晤士河北面小镇亨利。六十年代，他与其他五位决心颠覆他们眼中已然颓靡的英国建筑界的年轻人一道创立了“建筑电讯(Archigram)”。通过杂志形式大力宣扬对建筑这一概念的激进反思；他们顺应现代平面艺术及技术之潮流，使用可膨胀结构，拟似裹物的居住环境，鲜明的色彩以及卡通似的绘画技巧来表达理念。
韦伯曾在伦敦的攝政街理工學院学习建筑，用了17年修读5年的建筑课程。后又先后进修于美国哥伦比亚大学及耶鲁大学。韦伯1965年搬至美国，教学于維吉尼亞理工學院暨州立大學。其后相继任教于罗德岛设计学校、哥伦比亚大学、巴尔那得学院、柯柏聯盟學院、紐約州立大學水牛城分校和普林斯顿大学。
他在欧美举办过诸多展览。最近一次的展览，Two Journeys，其画作经特殊装裱可以如书页一般翻动。展览围绕两个主题：由Reyner Banham的文章A Home is not a House (1965)所激发的思考，以及对线性透视投射的研究。

## 外部連結
1. ↑  .   [2022年2月9日]. （原始内容存档于2018年10月3日）.
2. ↑  .   [2022年2月9日]. （原始内容存档于2018年11月8日）.
3. ↑  .   [2022年2月9日]. （原始内容存档于2022年2月9日）.